# Days/GREEN
《Days/GREEN》（歲月／綠色）為日本歌手濱崎步發行的第44張單曲，2008年12月17日於日本、台灣同步發售。

## 說明
本作是前作《Mirrorcle World》八個月後的第二張十周年紀念單曲，以《Days/GREEN》與《GREEN/Days》A面曲互換，兩種不同曲順、收錄不同歌曲、不同的幕後花絮，又分為「CD+DVD」與「CD ONLY」兩種銷售模式。
「CD+DVD」的初回限定盤為特殊包裝式樣「豪華特長三方背紙盒」，與前作《Mirrorcle World》相同。
《Days/GREEN》與《GREEN/Days》在收錄不同歌曲及不同音樂錄影帶幕後花絮方面，前者收錄的是第七張單曲《LOVE 〜Destiny〜》的十周年重新錄製版、及此版本第一主打《Days》的幕後花絮，後者則是收錄第八張單曲《TO BE》的重新錄製版、及此版本主打《GREEN》的幕後花絮。

## 收錄歌曲
全曲作詞：濱崎步

### Days/GREEN

#### CD
1. Days (Original Mix)
作曲：多胡邦夫／編曲：HΛL
MUSICO電視廣告歌曲
2. GREEN (Original Mix)
作曲：湯汲哲也／編曲：tasuku
Panasonic數位相機「LUMIX FX37」電視廣告歌曲
3. LOVE ～Destiny～ (10th Anniversary version)
作曲：淳君／編曲：小林信吾
重新錄製的10周年紀念特別版
4. Days (Original Mix -Instrumental-)
5. GREEN (Original Mix -Instrumental-)
6. LOVE ～Destiny～ (10th Anniversary version -Instrumental-)

#### DVD
1. Days (video clip)
2. GREEN (video clip)
3. Days (making clip)

### GREEN/Days

#### CD
1. GREEN (Original Mix)
2. Days (Original Mix)
3. TO BE (10th Anniversary version)
作曲：D･A･I／編曲：HΛL
重新錄製的10周年紀念特別版
4. GREEN (Original Mix -Instrumental-)
5. Days (Original Mix -Instrumental-)
6. TO BE (10th Anniversary version -Instrumental-)

#### DVD
1. GREEN (video clip)
2. Days (video clip)
3. GREEN (making clip)